# Gliese 687 b
Gliese 687 b é um planeta extrassolar que orbita em torno de Gliese 687, uma estrela anã vermelha que está localizada a cerca de 14,7 anos-luz (4,50 pc) de distância a partir da Terra, na constelação de Draco. Ele tem uma massa equivalente a 19 massas terrestres (o que a torna comparável a massa de Netuno), ele tem um período orbital de 38,14 dias e tem uma baixa excentricidade orbital.